# Llista d'espècies de plantes extintes en estat salvatge
El 29 de gener de 2010, la Llista Vermella de la UICN incloïa trenta espècies, subespècies i varietats de plantes extints en estat salvatge.

## Classificació

### Traqueobionts

#### Cicadòfits

##### Cycadales

###### Zamiaceae
- Encephalartos brevifoliolatus
- Encephalartos nubimontanus
- Encephalartos relictus
- Encephalartos woodii

#### Liliopsides

##### Arecal

###### Arecàcies
- Corypha taliera
- Cryosophila williamsii

#### Magnoliòpsides

##### Asterals

###### Asteràcies
- Commidendrum rotundifolium
- Senecio leucopeplus

##### Campanulals

###### Campanulàcies
- Clermontia peleana
- Clermontia peleana peleana
- Cyanea pinnatifida
- Cyanea superba
- Cyanea superba superba
- Cyanea truncata

##### Cariofil·lals

###### Cactàcies
- Mammillaria glochidiata
- Mammillaria guillauminiana

##### Ericals

###### Ericàcies
- Rhododendron kanehirai

###### Teàcies
- Franklinia alatamaha

##### Euforbials

###### Euforbiàcies
- Euphorbia mayurnathanii

##### Fabals

###### Lleguminoses
- Toromiro

##### Fagals

###### Betulàcies
- Betula szaferi

##### Lamials

###### Gesneriàcies
- Cyrtandra waiolani

##### Linals

###### Eritroxilàcies
- Erythroxylum echinodendron

##### Malvals

###### Esterculiàcies
- Firmiana major
- Trochetiopsis erythroxylon

###### Malvàcies
- Kokia cookei

##### Mirtals

###### Combretàcies
- Terminalia acuminata

##### Primulals

###### Primulàcies
- Lysimachia minoricensis

##### Sapindals

###### Anacardiàcies
- Mangifera casturi
- Mangifera rubropetala